# دهان‌پروری

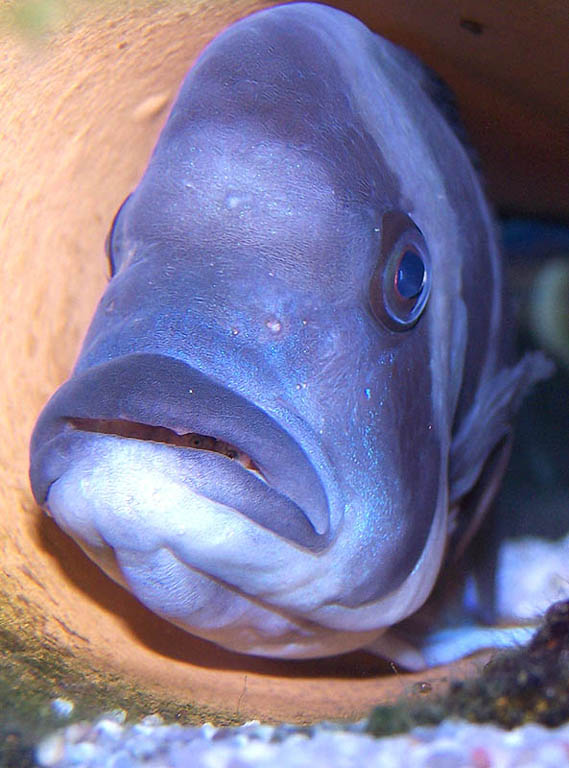
یک سیکلید فرانتوزا ماده که بچه دهان‌پرورده در دهانش دیده می‌شود.

دهان‌پروری گونه‌ای از مراقبت از بچه است که در برخی از جانوران دیده می‌شود. در این نوع از مراقبت، جانور، نوزاد و بچه خود را برای دوره‌ای در دهان خود نگه می‌دارد تا از این راه از بچه حفاظت کند.
با آن‌که دهان‌پروری در حیوانات گوناگونی دیده می‌شود (از جمله قورباغه داروین) اما ماهی‌ها دارای بیشترین تنوع در میان دهان‌پروران هستند.

## خانواده‌های ماهیان دهان‌پرور
- دهان‌لانه‌ماهیان (همه گونه‌ها دهان‌پرور هستند)
- گربه‌ماهیان دریایی (همه گونه‌ها)
- کیسه‌ماهیان (در یک گونه هر دو والدین دهان‌پرورند)
- سیکلیدماهیان (گونه‌های متعدد دهان‌پرورند، که در بیشترشان ماهی ماده دهان‌پروری می‌کند و گهگاه ماهی نر.)
- نیزه‌سرماهیان (Luciocephalidae) (همه گونه‌ها)
- آژخ‌ماهیان (Cyclopteridae) تنها در چند گونه
- آرواره‌ماهیان (همه گونه‌ها)
- گورامیان (تنها در چند گونه)
- استخوان‌زبانان (همه گونه‌ها)